# ألبيان موزاكي
ألبيان موزاكي (بالهولندية: Albian Muzaqi)‏ (24 نوفمبر 1994 بإلفانغن في ألمانيا - ) هو لاعب كرة قدم هولندي في مركز الهجوم. لعب مع إف سي آيندهوفن وسيركل بروج ونادي آيندهوفن ونادي جينك وA.S. Verbroedering Geel ‏.

## روابط خارجية
- ألبيان موزاكي على موقع قاعدة بيانات كرة القدم.إي يو (الإنجليزية)
- ألبيان موزاكي على موقع Soccerway.com (الإنجليزية)
- ألبيان موزاكي على موقع عالم كرة القدم.نت (الإنجليزية)
- ألبيان موزاكي على موقع AS.com (الإسبانية)